# Andrea Cambiaso
Andrea Cambiaso (20. únor 2000 Janov, Itálie) je italský fotbalista, který hraje na pozici obránce za italský klub Juventus a za italskou reprezentaci.

## Přestupy
- z Janov do Juventus za 13 300 000 Euro
- z Juventus do Boloňa za 2 000 000 Euro (hostování)

## Statistiky
| Sezóna             | Klub               | Liga               | Liga   | Liga | Domácí poháry | Domácí poháry | Domácí poháry | Kontinentální poháry | Kontinentální poháry | Kontinentální poháry | Celkem | Celkem |
| Sezóna             | Klub               | Soutěž             | Zápasy | Góly | Soutěž        | Zápasy        | Góly          | Soutěž               | Zápasy               | Góly                 | Zápasy | Góly   |
| ------------------ | ------------------ | ------------------ | ------ | ---- | ------------- | ------------- | ------------- | -------------------- | -------------------- | -------------------- | ------ | ------ |
| 2017/18            | Albissola          | Serie D            | 21+3   | 0    | -             | 0             | 0             | -                    | 0                    | 0                    | 24     | 0      |
| 2018/19            | Savona             | Serie D            | 32+1   | 2    | -             | 0             | 0             | -                    | 0                    | 0                    | 33     | 2      |
| 2019/20            | Alessandria        | Serie C            | 17     | 0    | -             | 1             | 0             | -                    | 0                    | 0                    | 18     | 0      |
| 2020/21            | Empoli             | Serie B            | 7      | 0    | IP            | 2             | 0             | -                    | 0                    | 0                    | 9      | 0      |
| 2021/22            | Janov              | Serie A            | 26     | 1    | IP            | 2             | 0             | -                    | 0                    | 0                    | 28     | 1      |
| 2022/23            | Boloňa             | Serie A            | 32     | 0    | IP            | 2             | 0             | -                    | 0                    | 0                    | 34     | 0      |
| 2023/24            | Juventus           | Serie A            | 34     | 2    | IP            | 5             | 1             | -                    | 0                    | 0                    | 39     | 3      |
| 2024/25            | Juventus           | Serie A            | 33     | 2    | IP+IS         | 1+1           | 0             | LM                   | 7                    | 0                    | 42     | 2      |
| Celkem za Juventus | Celkem za Juventus | Celkem za Juventus | 67     | 4    | -             | 7             | 1             | -                    | 7                    | 0                    | 81     | 5      |
| Celkově            | Celkově            | Celkově            | 206    | 7    | -             | 19            | 1             | -                    | 7                    | 0                    | 232    | 8      |

### Reprezentační

#### Statistika na velkých turnajích
| Reprezentace | Rok     | Zápasy             | Zápasy | Zápasy    | Zápasy           | Zápasy           | Zápasy   |
| Reprezentace | Rok     | Fáze turnaje       | Datum  | Soupeř    | Odehraných minut | Vstřelené branky | Výsledek |
| ------------ | ------- | ------------------ | ------ | --------- | ---------------- | ---------------- | -------- |
| Itálie       | ME 2024 | 1 zápas ve skupině | 15. 6. | Albánie   | 13               | 0                | 2:1      |
| Itálie       | ME 2024 | 2 zápas ve skupině | 20. 6. | Španělsko | 45               | 0                | 0:1      |
| Itálie       | ME 2024 | Osmifinále         | 29. 6. | Švýcarsko | 15               | 0                | 0:2      |

#### Reprezentační branka
| Gól | Datum        | Stadion                      | Soupeř | Skóre | Výsledek | Soutěž                              |
| --- | ------------ | ---------------------------- | ------ | ----- | -------- | ----------------------------------- |
| 010 | 10. 10. 2024 | Stadio Olimpico, Řím, Itálie | Belgie | 1:0   | 2:2      | Liga národů UEFA 2024/2025 – Liga A |

## Úspěchy

### Klubové

#### Národní
- vítěz 2. italské ligy (1x)

Empoli: 2020/21
- vítěz italského poháru (1x)

Juventus: 2023/24

### Reprezentační
- 1× na ME (2024)